# Place du Parvis-Notre-Dame

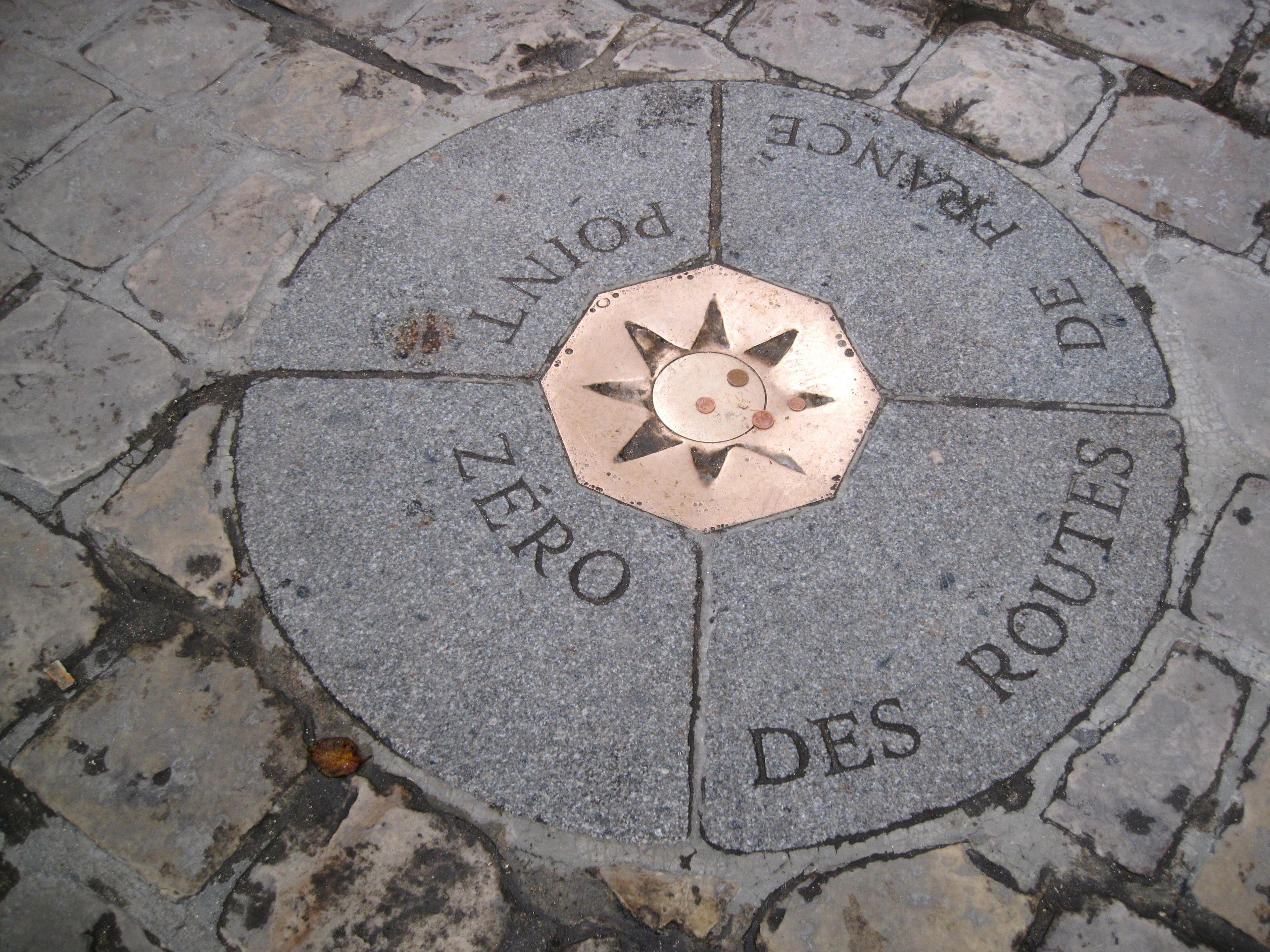
Le point zéro des routes de France: het nulpunt van de wegen van Frankrijk

De Place du Parvis-Notre-Dame ("Onze-Lieve-Vrouwekerkplein") is een kerkplein in Parijs, gelegen voor de beroemde Notre-Dame van Parijs. Onder het plein bevindt zich een historische crypte met verschillende standbeelden, waaronder een van Karel de Grote.
Op het plein is ook het "point zéro des routes de France", het "nulpunt van de wegen in Frankrijk" te vinden. Alle afstanden tussen Parijs en andere steden worden vanaf dit punt gemeten. De plek is gemarkeerd met een koperen plaquette, aangebracht in de grond.
Sinds 3 september 2006 draagt het plein officieel de naam Parvis Notre-Dame – place Jean-Paul II, ter ere van paus Johannes Paulus II, die een jaar eerder overleed. Voor deze naamswijziging werd een ceremonie gehouden waarbij de burgemeester van Parijs, Bertrand Delanoë, en verschillende hooggeplaatste katholieke geestelijken aanwezig waren, zoals de aartsbisschop van Parijs, André Vingt-Trois, de nuntius Fortunato Baldelli en de curie van Parijs.
De naamswijziging, waartoe de gemeenteraad op 13 juni 2006 had besloten, was omstreden en leidde tot verschillende protesten. De plechtigheid op 3 september 2006 vond dan ook plaats onder zware beveiliging van de politie. Hierbij werd een vijftigtal mensen aangehouden.